# ドゥアトハトホル＝ヘヌトタウイ

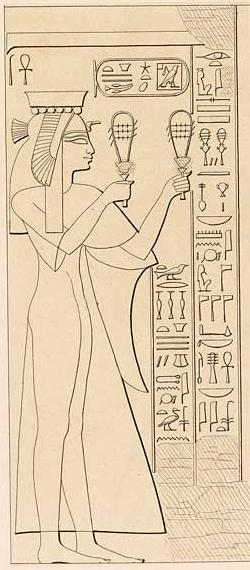
ドゥアトハトホル＝ヘヌトタウイ

ドゥアトハトホル＝ヘヌトタウイ（Duathathor-Henuttawy）は、後に王妃となる古代エジプトの王女。

## 家族
ドゥアトハトホル＝ヘヌトタウイは、エジプト第20王朝の最後の王であるラムセス11世とテントアムンの娘である可能性がある。